# Plum’s Kaffee

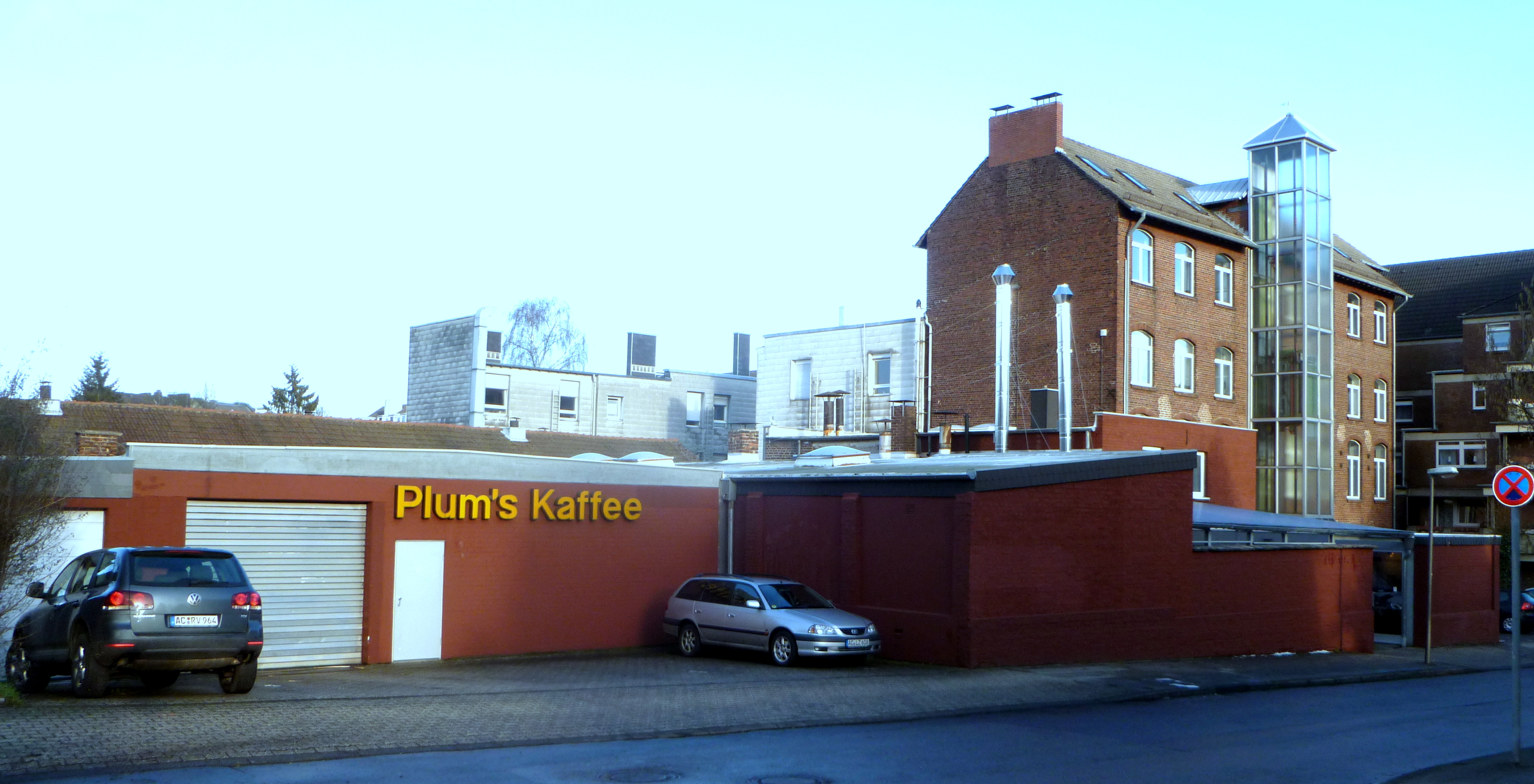
Zentrale am Hammerweg

Plum’s Kaffee ist eine 1820 in Aachen gegründete Kaffeerösterei und gilt als älteste deutsche Kaffeerösterei.

## Geschichte
Xavier Plum gründete 1820 in Aachen die Kaffeerösterei Plum’s Kaffee. Das Stammhaus der Kaffeegroßrösterei mit angeschlossenen Verkaufsräumen befand sich am Büchel Nr. 41. Darüber hinaus besaß die Firma zahlreiche repräsentative Ladengeschäfte, wie etwa in den 1920er Jahren an der Ecke Kaiserplatz / Adalbertsteinweg 1.
Die Besitzverhältnisse wechselten mehrfach, bis 1965 Jürgen Vogeler in die Firma eintrat und diese 1983 komplett übernahm. Heute führt Jürgen Vogeler, gemeinsam mit seinem Sohn Ralf Vogeler, die Kaffeerösterei als GmbH & Co. KG mit 15 Angestellten.

## Unternehmen

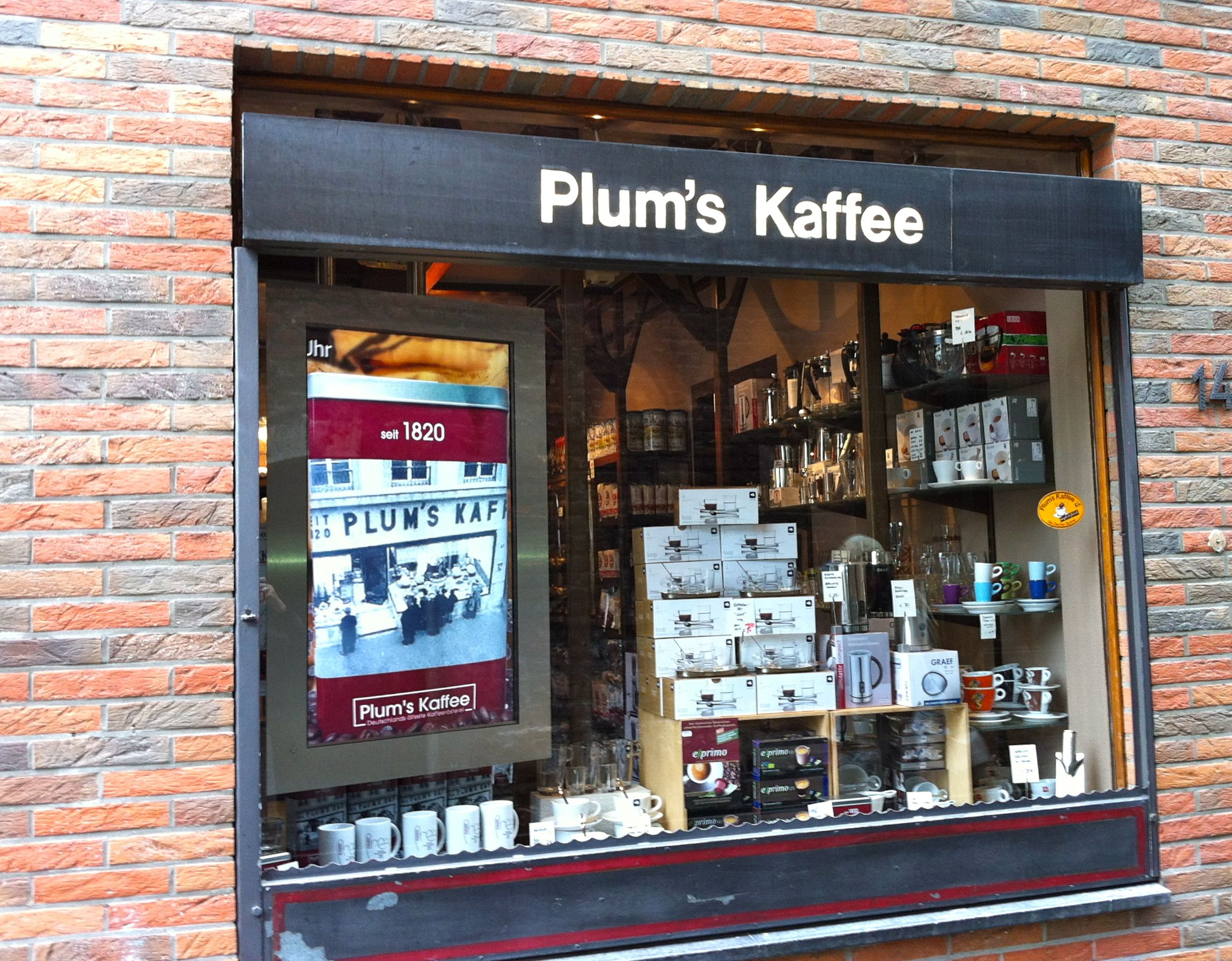
Ladenlokal in der Körbergasse in Aachen

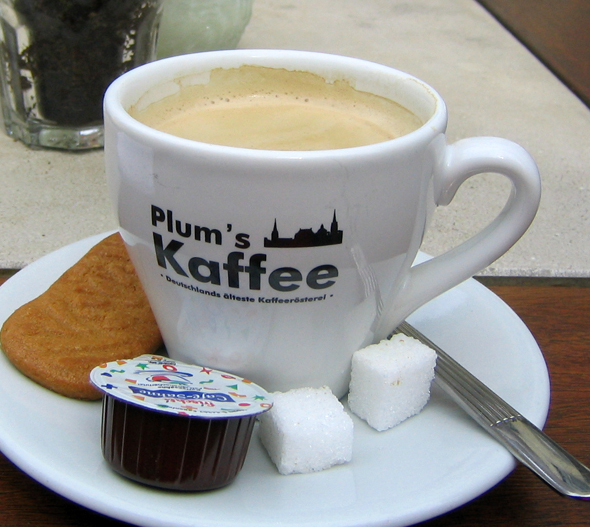
Kaffeetasse mit Plum’s Kaffee am Marktplatz in Aachen

Neben der Kaffeerösterei betreibt das Familienunternehmen mehrere Filialen in Aachen und vertreibt Espressomaschinen aus eigener Werkstatt nebst Service. Der Feinschmecker empfiehlt regelmäßig Plum’s Kaffee. Die Belieferung der Kunden erfolgt direkt ab Rösterei ohne Zwischenhandel.